# Honoré Beaugrand

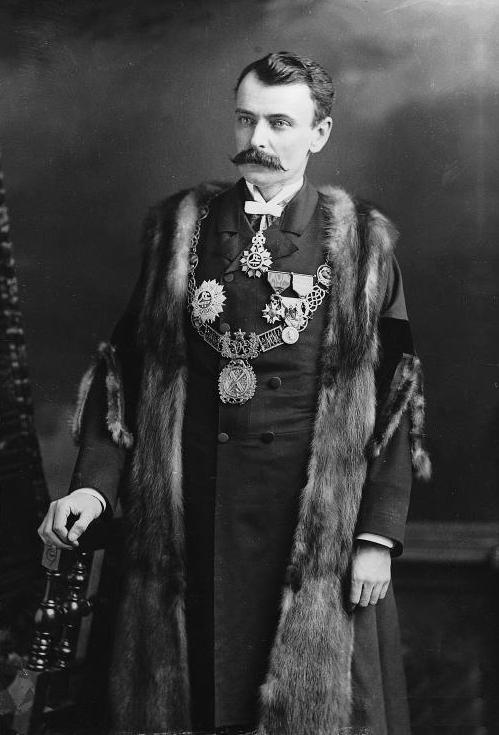
Honoré Beaugrand (1887)

Honoré Beaugrand (* 24. März 1848 in Saint-Joseph-de-Lanoraie, Québec; † 7. Oktober 1906 in Montreal; Taufname: Marie-Louis-Honoré Beaugrand) war ein kanadischer Politiker, Publizist, Journalist und Schriftsteller. Er gründete 1879 die Tageszeitung La Patrie und war von 1885 bis 1887 Bürgermeister der Stadt Montreal.

## Biografie
Nach Abschluss der Montrealer Militärakademie schloss sich Beaugrand im Jahr 1865 der französischen Armee unter General François-Achille Bazaine an und war an der Intervention in Mexiko beteiligt. Nach dem Kriegsende und der Erschießung von Kaiser Maximilian I. zog er zunächst nach Frankreich und 1868 in die Vereinigten Staaten. Daraufhin arbeitete als Journalist für verschiedene Zeitungen in St. Louis, Boston und Fall River. Während seiner Zeit in Neuengland wurde er schriftstellerisch tätig. Sein wichtigstes Werk war der Roman Jeanne la fileuse, das sich mit der Auswanderung verarmter Frankokanadier in die Vereinigten Staaten befasst.
1873 heiratete Beaugrand in Falls River Eliza Walker, im selben Jahr schloss er sich den Freimaurern an. 1878 kehrte er nach Kanada zurück und gab in Ottawa die Zeitung Le Fédéral heraus, die aber nur wenige Monate Bestand hatte. Im selben Jahr ließ sich Beaugrand in Montreal nieder, wo er zunächst die satirische Wochenzeitung Le Farceur publizierte. Schließlich gründete er im Februar 1879 die liberale Tageszeitung La Patrie, mit der er großen Erfolg hatte und vermögend wurde. Beaugrand geriet häufig in Konflikte mit den Konservativen und dem katholischen Klerus. Mit seiner Radikalität verärgerte er aber auch einflussreiche Liberale wie Honoré Mercier und Wilfrid Laurier.
Beaugrand wurde 1885 zum Bürgermeister von Montreal gewählt und setzte sich in der Folge insbesondere für obligatorische Impfungen ein, um die Cholera einzudämmen. 1887 trat er von diesem Amt zurück und ging in den folgenden Jahren mehrmals für längere Zeit auf Reisen: 1888/89 im Mittelmeerraum, 1889/90 im Südwesten der Vereinigten Staaten und 1892/93 im Fernen Osten. Seine Erlebnisse schilderte er in seiner Zeitung in Form von Briefen, die auch als Sammelwerke publiziert wurden. Hinzu kamen zahlreiche Kurzgeschichten. In Québec ist Beaugrand vor allem für das Niederschreiben von frankokanadischen Volkslegenden bekannt. Dazu gehört Chasse-galerie, das von Waldläufern (voyageurs) handelt, die einen Pakt mit dem Teufel eingehen. 1897 verkaufte er seine Zeitung und gründete die radikale Freimaurerloge L’Émancipation. Er unterhielt enge Beziehungen zu antiklerikalen Gruppierungen.
Nach Beaugrand sind in Montreal eine Straße und die U-Bahn-Station Honoré-Beaugrand benannt.

## Werke
- La Chasse-galerie et autres récits
- Anita : souvenirs d’un contre-guérillas
- Jeanne la fileuse : épisode de l’émigration franco-canadienne aux États-Unis
- Contes canadiens
- Les feux-follets
- Lettres de voyage : France, Italie, Sicile, Malte, Tunisie, Algérie, Espagne
- De Montréal à Victoria par le transcontinental canadien
- Six mois dans les Montagnes-Rocheuses : Colorado, Utah, Nouveau-Mexique
- Macloune
- Le fantôme de l’avare